# 추이주
추이주(러시아어: Чуйская область, 키르기스어: Чүй областы)는 키르기스스탄 북쪽에 위치한 주로, 주도는 비슈케크이며 2003년부터 2006년 5월까지는 토크마크가 주도였다. 북서쪽으로는 카자흐스탄, 남서쪽으로는 탈라스 주와 잘랄아바트 주, 남동쪽으로는 이식쿨 주와 인접해 있다.

## 인구
| 연도                                | 인구    | ±%     |
| ----------------------------------- | ------- | ------ |
| 1970                                | 621,004 | —      |
| 1979                                | 700,063 | +12.7% |
| 1989                                | 796,692 | +13.8% |
| 1999                                | 770,811 | −3.2%  |
| 2009                                | 803,230 | +4.2%  |
| 2021                                | 974,984 | +21.4% |
| Note: resident population; Sources: |         |        |